# Alburnus Maior

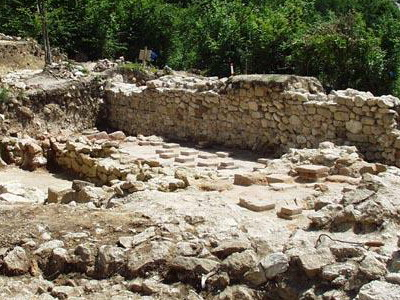
Ausgegrabenes Gebäude in Alburnus Maior

Alburnus Maior war eine römische Siedlung an der Stelle des heutigen Bergwerkdorfes Roșia Montană in Siebenbürgen (Rumänien). Es war eine bedeutende Siedlung von Bergarbeitern, die dem illyrischen (dalmatischen) Stamm der Pirusten (lateinisch Pirustae) angehörten. Die gesamte historische Bergbauregion wurde im Sommer 2021 zum UNESCO-Weltkulturerbe erhoben.

## Wachstäfelchen von Alburnus Maior
In der Rechtsgeschichte ist Alburnus Maior vor allem wegen der 25 Wachstafeln von Bedeutung, die in den dortigen Stollen gefunden worden sind. Sie gehören zu den wenigen Zeugnisse des antiken täglichen Rechtslebens und sind unschätzbare Quellen der Sozial- und Wirtschaftsgeschichte. Ende des 18. und in der Mitte des 19. Jahrhunderts waren in den verlassenen Goldminen insgesamt rund 50 römische Inschriftentafeln gefunden worden, von denen 25 erhalten werden konnten. 24 Tafeln wurden in lateinischer Sprache, eine auf Griechisch verfasst. Ihre Entstehung erfolgte sowohl in Alburnus Maior selbst (neun Tafeln), als auch an anderen Orten, wie in den Canabae des Legionslagers von Apulum. 13 der Tafeln beinhalten ein konkretes Datum, sie lassen sich auf den Zeitraum zwischen dem 6. Februar 131 und dem 25. Mai 169 datieren. 12 Tafeln sind undatiert. Inhaltlich handelt es sich um Verträge des bürgerlichen Rechts, die sich unter anderem auf den Erwerb von Häusern und Sklaven sowie auf Arbeits- und Mietverhältnisse beziehen. Insgesamt werden auf den Tafeln die Namen von 97 Personen erwähnt, unter denen sich auch Kinder befinden. Die meisten trugen römische Namen, 42 besaßen das römische Bürgerrecht, die anderen waren Peregrine (= fremd, ausländisch) und Sklaven. Die Träger des römischen Bürgerrechts treten als Bankiers, Pächter, Sklavenhändler, Schreiber und Militärs in Erscheinung, unter den Peregrinen befinden sich hauptsächlich Bergarbeiter und Tagelöhner. Durch die große soziale Differenzierung der genannten Personen stellen die Tafeln eine besonders wertvolle Quelle dar.
Die Wachstäfelchen befinden sich heute in den Museen von Budapest, Cluj-Napoca und Blaj, sowie in der Battyani-Bibliothek von Alba Iulia.

## Numeruskastell Abrud
Der Schutz der Bergwerke (und möglicherweise die Beaufsichtigung der Arbeiten darinnen) oblag einem Numerus, der in dem nahe, auf einem Hochplateau gelegenen Kastell Abrud stationiert war.

## Zukunft der antiken Stätten
Zu Beginn des 21. Jahrhunderts waren die römischen Hinterlassenschaften durch geplanten neuerlichen Bergbau ernsthaft bedroht. Einem Aufruf des Historikers Géza Alföldy folgten mehrere Wissenschaftler aus internationalen Gemeinschaften und wissenschaftliche Institutionen und appellierten an die rumänischen Behörden, die Zerstörung der römischen Bergbaustätte von Roșia Montană / Alburnus Maior – ein einzigartiges Denkmal des antiken römischen Bergbaus – zu verhindern. Durch die Ernennung zum UNESCO-Weltkulturerbe im Sommer 2021 dürfte die Zukunft von Alburnus Maior wieder als gesichert gelten.